# Ekaterina Lobyševa
Ekaterina Aleksandrovna Lobyševa (in russo Екатерина Александровна Лобышева?, traslitterazione anglosassone Yekaterina Lobysheva; Kolomna, 13 marzo 1985) è una pattinatrice di velocità su ghiaccio russa.

## Palmarès

### Olimpiadi
- 2 medaglie:
  - 2 bronzi (inseguimento a squadre a Torino 2006; inseguimento a squadre a Soči 2014).

### Coppa del Mondo
- Miglior piazzamento nella Coppa del Mondo dei 1500 m: 8ª nel 2012 e nel 2013.
- Miglior piazzamento nella Coppa del Mondo dei 1000 m: 13ª nel 2009.
- Miglior piazzamento nella Coppa del Mondo dei 3 000 e 5000 m: 27ª nel 2011.
- Miglior piazzamento nella Coppa del Mondo dei 500 m: 28ª nel 2010.
- 11 podi (nell'inseguimento a squadre):
  - 3 vittorie;
  - 3 secondi posti;
  - 5 terzi posti.